# Horteriset
Horteriset är en kulle i Antarktis. Den ligger i Östantarktis. Norge gör anspråk på området. Toppen på Horteriset är 3 003 meter över havet.
Terrängen runt Horteriset är kuperad åt nordost, men åt sydväst är den platt. Horteriset är den högsta punkten i trakten. Trakten är obefolkad. Det finns inga samhällen i närheten.